# Панинская (Белозерский район)
Панинская — деревня в Белозерском районе Вологодской области. Административный центр Панинского сельского поселения.
Недалеко от деревни был хутор, на котором жил Паня, возможно, отсюда пошло название деревни.
Входит в состав Панинского сельсовета. С точки зрения административно-территориального деления — центр Панинского сельсовета.
Расположена к юго-западу от озера Ухтомьярское, на левом берегу реки Маттерки. Расстояние по автодороге до районного центра Белозерска составляет 67 км. Ближайшие населённые пункты — Борок, Зарецкая, Костино.
Население по данным переписи 2002 года — 122 человека (55 мужчин, 67 женщин). Преобладающая национальность — русские (99 %).